# 新奧羅拉 (巴拉那州)

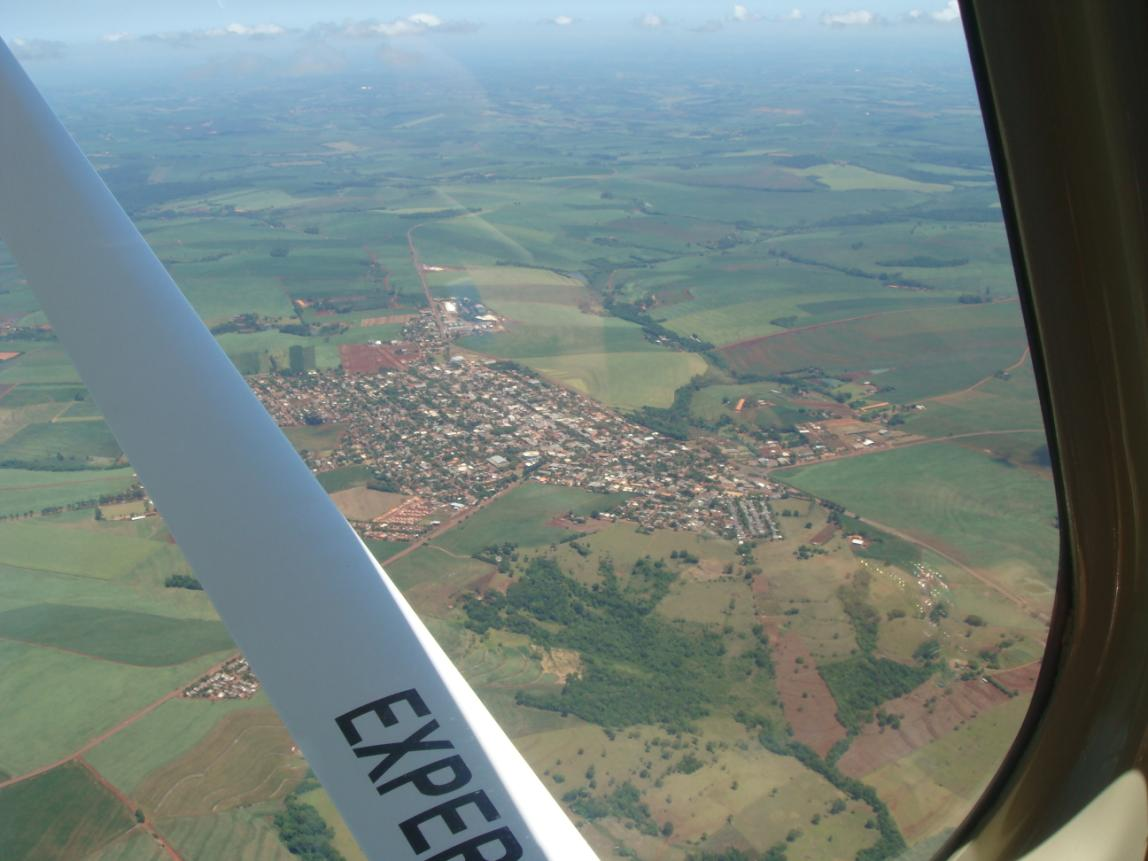
新奥罗拉航拍

新奧羅拉（葡萄牙語：Nova Aurora）是巴西的市镇，位於該國南部，由巴拉那州負責管轄，始建於1967年9月25日，面積474.01平方公里，海拔高度520米，2014年人口11,659，人口密度每平方公里24.6人。